# Pala di Sarzana
La Pala di Sarzana, anche nota come Madonna col Bambino e otto Santi, era un dipinto a olio su tavola dell'artista italiano Andrea del Sarto, databile al 1528 circa. La pala d'altare era ubicata nel Kaiser-Friedrich-Museum (odierno Bode-Museum) di Berlino, ma durante la seconda guerra mondiale venne spostata in via precauzionale nella Flakturm Friedrichshain, una torre difensiva, nella quale inaspettatamente scoppiò un devastante incendio nel 1945 che distrusse tutte le opere d'arte al suo interno, compresa quest'opera sartesca.

## Storia

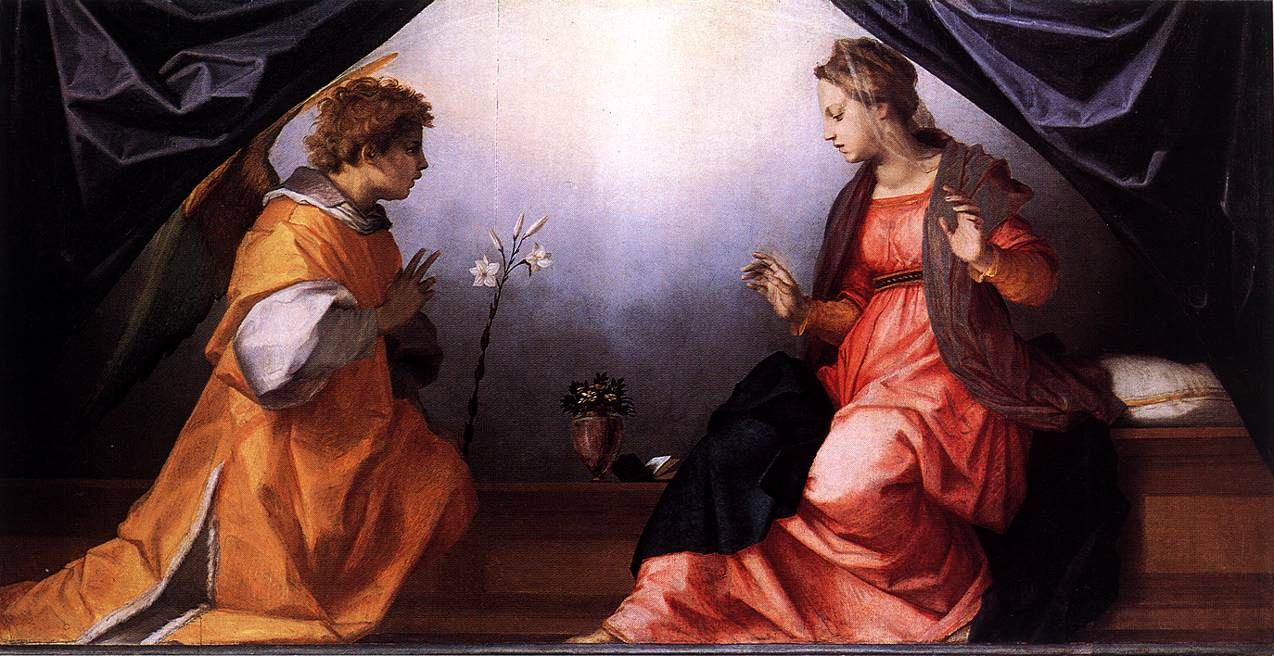
Annunciazione Della Scala, opera di Andrea del Sarto, in origine ideata per fare da cimasa alla Pala di Sarzana (Galleria Palatina di Palazzo Pitti, Firenze)

Il dipinto venne realizzato a Firenze da Andrea del Sarto nel 1528 circa, dopo aver già completato la Pala di Vallombrosa, e gli venne commissionato da Giuliano della Scala per essere inviato a Sarzana. La notizia è anche riportata da Giorgio Vasari nelle sue Vite (1568), nelle quali infatti scrisse:
(Giorgio Vasari, nella Vita d'Andrea del Sarto eccellentissimo pittore fiorentino)
Dopo varie vicissitudini, la pala confluì successivamente nelle collezioni tedesche del Kaiser-Friedrich-Museum, l'odierno Bode-Museum di Berlino. Al sopraggiungere della seconda guerra mondiale la tavola venne spostata in via precauzionale nella Flakturm Friedrichshain, una torre difensiva, insieme a tante altre opere d'arte, ma proprio qui trovò la fine e venne irreparabilmente distrutta in un devastante incendio nel 1945.
Oggi dell'opera originale rimane un disegno a sanguigna su carta realizzato da Andrea del Sarto come studio preparatorio, che oggi è custodito al Kupferstichkabinett di Berlino. Ancora, custodita oggi nella Galleria Palatina di Palazzo Pitti a Firenze vi è la cosiddetta Annunciazione Della Scala, che un tempo doveva far proprio parte della Pala di Sarzana come sua cimasa ma alla fine non venne più inviata a Sarzana e rimase nelle mani di Giuliano della Scala.
Ancora, alla Galleria Borghese di Roma è custodita una delle sette copie e derivazioni tratte dal pannello centrale della distrutta Pala di Sarzana. Si tratta di una replica coeva, uscita dalla stessa cerchia di Andrea del Sarto e rappresenta la Madonna col Bambino di questa pala, a cui è stata aggiunta la figura di San Giovannino, non presente nell'originale. Due copie dall'originale, una cinquecentesca e l'altra settecentesca, si trovano invece al Museo Diocesano di Sarzana; la più recente di queste è attribuita dalla tradizione, irrealisticamente, al sarzanese Domenico Fiasella.

## Descrizione

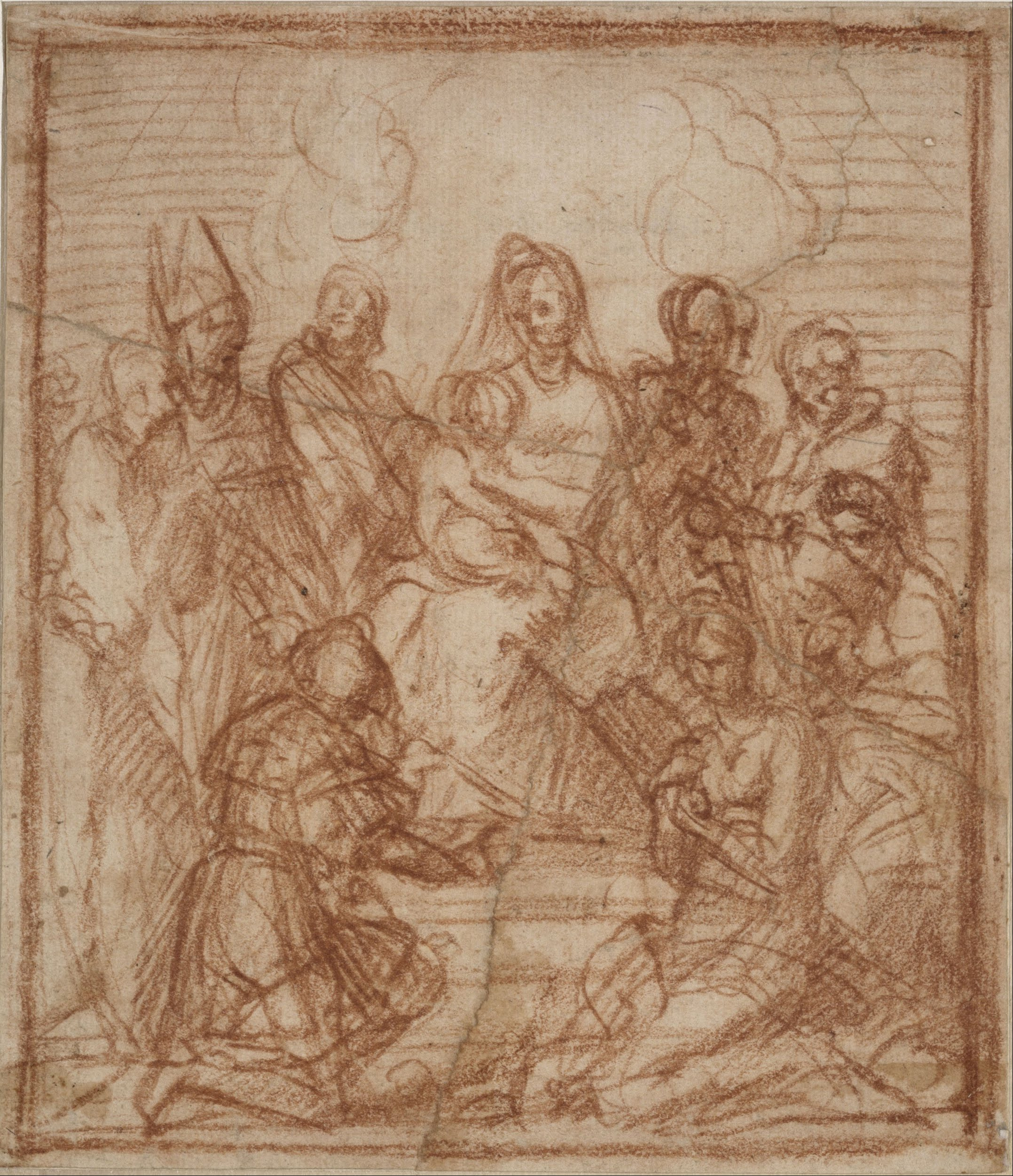
Studio preparatorio per la Pala di Sarzana, disegno a sanguigna su carta di Andrea del Sarto, 15,6 × 13,5 cm, 1528 circa (oggi al Kupferstichkabinett di Berlino)

L'opera era una pala d'altare a olio su tavola e misurava 228 cm in altezza e 185 cm in larghezza.
La pala rappresentava una tipica sacra conversazione, ovvero la Madonna in trono circondata da santi e altri personaggi. Qui la Madonna si trovava su un trono raggiungibile da degli scalini, con alle spalle una struttura architettonica a forma di nicchia e lei si presentava seduta, visibile a ¾ e aveva in braccio il figlio bambino Gesù, nudo e con le braccia nell'intento di cingerle il collo.
Ai piedi della scalinata, troncati a metà, vi erano raffigurati San Celso (a sinistra, girato di spalle) e Santa Giulia (a destra, girata verso lo spettatore). Invece ai lati della Madonna in trono, a coppie di tre, vi si trovano gli altri sei santi: Sant'Onofrio, Santa Caterina, San Benedetto, Sant'Antonio di Padova, San Pietro e San Marco.
Osservando il disegno preparatorio a sanguigna su carta realizzato da Andrea del Sarto (oggi custodito al Kupferstichkabinett di Berlino) è possibile notare come vennero apportate varie modifiche nella realizzazione pittorica finale, come la sostituzione della nuvola alle spalle della Madonna (sostituita da una struttura architettonica) o l'omissione della mitra del santo vescovo, poiché apparentemente disturbava la simmetria e si alzava più in alto della testa della Madonna.